# Caress of Steel
Caress of Steel is het derde album van Rush, uitgebracht in 1975 door Anthem Records en Mercury Records. In 1997 werd het heruitgebracht.
Het album wordt vaak genoemd als het eerste album met het eerste epische stuk van de band, "The Fountain Of Lamneth". Het album verkocht echter minder dan Fly by Night en werd dan ook gezien als een flop.

## Nummers
1. Bastille Day – 4:37
2. I Think I'm Going Bald – 3:37
3. Lakeside Park – 4:08
4. The Necromancer – 12:30
  - I. Into Darkness – 4:12
  - II. Under the Shadow – 4:25
  - III. Return of the Prince – 3:52
5. The Fountain of Lamneth – 20:03
  - I. In the Valley – 4:18
  - II. Didacts and Narpets – 1:00
  - III. No One at the Bridge – 4:19
  - IV. Panacea – 3:14
  - V. Bacchus Plateau – 3:16
  - VI. The Fountain – 3:49

## Artiesten
- Geddy Lee - zang, bas
- Alex Lifeson - gitaar
- Neil Peart - drums